# Джон Стревенс
Джон Стревенс (англ. John Strevens; 1902-1990 рр.) — британський художник, який регулярно виставлявся у Королівській академії, Королівському товаристві британських художників, Королівському товаристві портретистів та Паризькому салоні .

## Біографія
Стревенс народився в Лондоні. Він художник-самоучка.  Протягом 1960-х років він був відомий своїми картинами для дітей та квітами, зробленими на гравюрах. 
Через двадцять років після його смерті дві його картини були передані його дочкою до місцевої лікарні, Св. Маргарити в Еппінгу, Ессекс;  Митець лікувався там від хвороби Паркінсона. Решту його картин було виставлено на аукціон.  Синя табличка Стревенсу встановлена на його будинку, в Лоуер-Парк-Роуд, Лафтон.
Дві картини Стревенса знаходяться у колекції Британської Ради. 